# Amphianthus radiatus
Amphianthus radiatus är en havsanemonart som beskrevs av Oscar Henrik Carlgren 1928. Amphianthus radiatus ingår i släktet Amphianthus och familjen Hormathiidae. Inga underarter finns listade i Catalogue of Life.